# Божович, Невена
Невена Божович (серб. Невена Божовић; Nevena Božović; 15 июня 1994, Косовска-Митровица, Югославия) — сербская певица, представительница Сербии на «Детском Евровидении — 2007», представительница Сербии на «Евровидении» 2013 (в составе группы Moje 3) и 2019 годов, участница шоу Prvi glas Srbije.

## Биография
Невена Божович родилась в Косовской-Митровице, с детства она занималась пением и участвовала на различных фестивалях и конкурсах, но одним из самых важных моментов в её творческой карьере для Невены стало «Детское Евровидение». В 2007 году она представляла в Роттердаме Сербию с балладой Пиши ми, и заняла 3 место с 120 очками, получив баллы от всех участвующих стран.
В 2009 году Невена участвовала на фестивале «Сунчане скале», где произвела триумф на вечере «Новых Звезд», а первое место она получила на первом конкурсном вечере с песней Ти.
Популярность Невене принесло шоу Prvi glas Srbije (с серб. — «Первый голос Сербии», аналог музыкального шоу «Фактор А»); она дошла до финала, но победу в итоге одержала Мирна Радулович. Обе финалистки вошли в группу Moje 3 для участия в Евровидении 2013 в Швеции.
Невена окончила музыкальную школу в родном городе, и поступила на музыкальный факультет в Белграде.
В мае 2019 года Невена выступила на Евровидении в Тель-Авиве с песней «Kruna» (с серб. — «Корона») и прошла в финал, где заняла 17-е место с 92 баллами.

## Личная жизнь
20 апреля 2019 году вышла замуж за пилота черногорского происхождения Никола Ивановича.

## Дискография
Синглы
- 2007 — «Piši mi»
- 2009 — «Ti»
- 2013 — «Ljubav je svuda» (в составе Moje 3)
- 2013 — «Pogledaj me»
- 2013 — «Znam da noćas gubim te»
- 2014 — «Bal»
- 2015 — «Trebam tebe»
- 2016 — «Čujem da dolaziš u grad»
- 2016 — «Siesta»
- 2017 — «Jasno mi je»
- 2017 — «Dangerous drug»
- 2017 — «What I’m Looking For»
- 2018 — «Moja Molitva»
- 2019 — «Prazni snovi»
- 2019 — «Kruna»
- 2019 — «The Crown — Eternal Light»
- 2019 — «Sanjam»
- 2020 — «Nestajem s vetrom»
- 2020 — «Ljubav u bojama»
- 2020 — «Produži dalje» (кавер-версия Zdravko Čolić)
- 2021 — «Ljubi»
- 2021 — «Ne čuješ me»

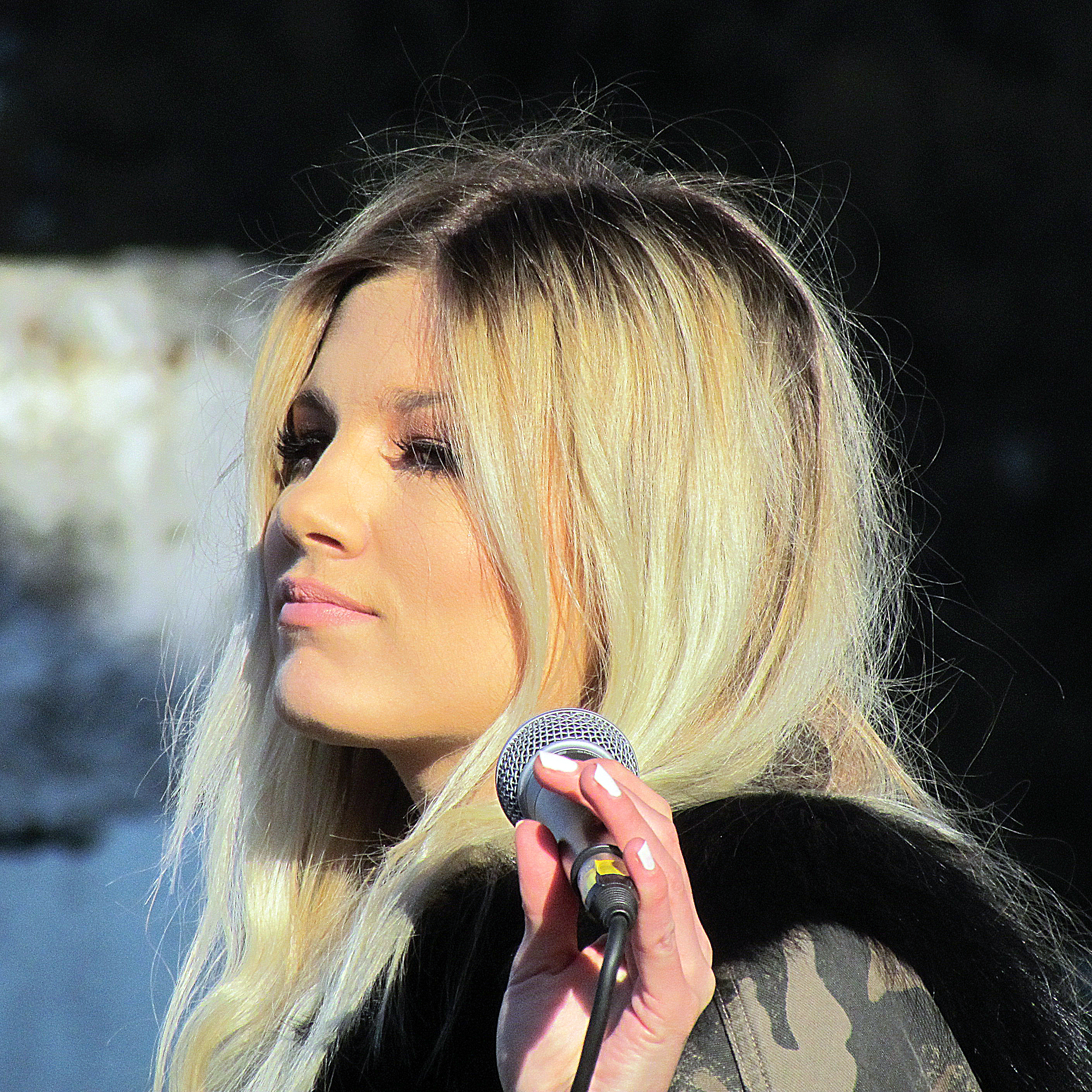
Невена в 2017 году.
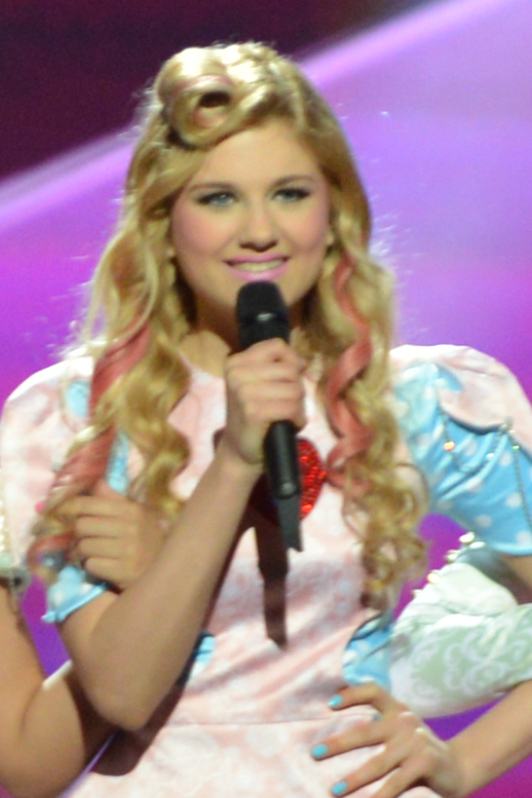
Невена на "Евровидении-2013"
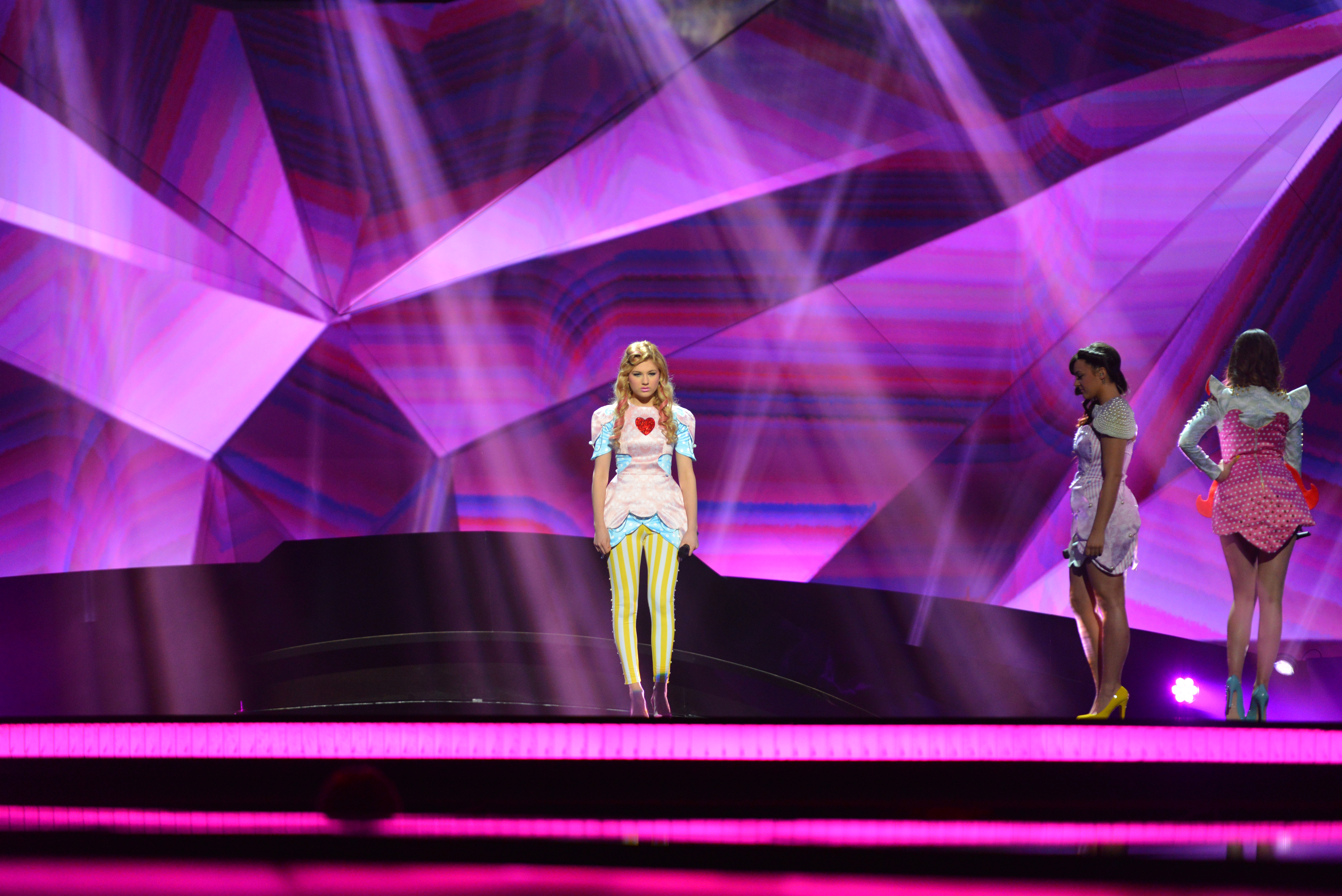